# Bommert (Daleiden)
Bommert ist ein Weiler der Ortsgemeinde Daleiden im Eifelkreis Bitburg-Prüm in Rheinland-Pfalz.

## Geographische Lage
Bommert liegt rund 3,2 km südlich des Hauptortes Daleiden auf einer Hochebene. Der Weiler ist von einigen landwirtschaftlichen Nutzflächen sowie von umfangreichem Waldbestand umgeben. Östlich von Bommert fließt der Irsen, westlich der Heimbach. Der Weiler weist die Struktur einer Streusiedlung auf. Die einzelnen Anwesen verteilen sich auf einer Länge von rund 1,5 km. Bommert bildet zudem ein Sackgassendorf.

## Geschichte
Das Gebiet um Bommert war vermutlich schon früh besiedelt, was durch den Fund von Resten römischer Bausubstanz nachgewiesen werden konnte. Wenig westlich des zentralen Siedlungsteils entdeckte man im 19. Jahrhundert einen römischen Gebäudegrundriss. Dokumentiert wurde zudem eine Art Waschbecken mit Bleiwasserrohr und römischer Inschrift des Herstellers.
Bommert gehörte im Jahre 1843 als Weiler von Daleiden zur Bürgermeisterei Daleiden und wurde von 11 Menschen bewohnt.

## Kultur und Sehenswürdigkeiten

### Wegekreuze
Auf der Gemarkung von Bommert befinden sich zwei Wegekreuze. Eines steht zentral im Weiler. Es handelt sich um ein Gedenkkreuz für Johann Steinbach, der an dieser Stelle von einem Blitz erschlagen wurde. Das Wegekreuz besteht aus Sandstein und besitzt einen nach oben rund zulaufenden Schaft mit der Inschrift „Zum frommen Andenken an unseren lieben Vater und Großvater Johann Steinbach verunglückt 14. Juli 1868. Gedenket meiner im Gebete“ sowie ein Abschlusskreuz. Das zweite Wegekreuz befindet sich am nördlichen Ende des Weilers und wird auch als Feianderkreuz bezeichnet. Hierzu liegen keine näheren Angaben vor.

### Naherholung
Durch den Weiler führt unter anderem der Rundwanderweg 5 des Naturpark Südeifel mit einer Länge von rund 13,2 km. Die Wanderroute führt von Daleiden über mehrere Wohnplätze der Gemeinde sowie durch Bommert bis nach Falkenauel und zurück. Highlights am Weg sind einige Aussichtspunkte, die Machtemesmühle (Wohnplatz von Preischeid) sowie das bewaldete Heimbachtal.
Ebenfalls durch Bommert verläuft die „Runde von Falkenauel“. Hierbei handelt es sich um einen Rundwanderweg mit einer Länge von rund 12,5 km. Von Daleiden führt die Strecke über mehrere Wohnplätze nach Bommert und bis kurz vor Falkenauel und wieder zurück. Highlights am Weg sind einige Aussichtspunkte sowie die Waldgebiete.

## Verkehr
Es existiert eine Ruf-Bus-Verbindung.
Bommert ist zum Teil durch die Kreisstraße 146 aus Richtung Daleiden erschlossen sowie zum Teil durch eine Gemeindestraße. Beide enden im Weiler.